# Леонов, Виктор Николаевич
Виктор Николаевич Лео́нов (1916—2003) — советский военный моряк, командир отдельных разведывательных отрядов Северного и Тихоокеанского флотов в годы Великой Отечественной войны. Дважды Герой Советского Союза (1944, 1945). Капитан 1-го ранга (27.04.2000).

## Биография
Родился 8 (21) ноября 1916 года в городе Зарайске (по другим данным — в деревне Протекино под Зарайском) Рязанской губернии в семье рабочего. Русский. В 1931 году окончил школу-семилетку в Зарайске. С 1931 по 1933 годы учился в школе фабрично-заводского ученичества при Московском заводе «Калибр», по окончании которой трудился слесарем-лекальщиком на этом же заводе. Совмещал работу с общественной деятельностью: член заводского комитета ВЛКСМ, председатель цехового комитета изобретателей, руководитель молодёжной бригады.
В Военно-Морском флоте СССР с 1937 года. Прошёл курс обучения в Учебном отряде подводного плавания имени С. М. Кирова в Ленинграде, и был направлен для дальнейшего прохождения службы на Северный флот. Служил мотористом на подводной лодке Щ-402. В период советско-финской войны 1939—1940 годов совершил на этом корабле 2 боевых похода на патрулирование у побережья Норвегии между Вардё и мысом Нордкин, встреч с противником в которых лодка не имела. В феврале 1940 года по болезни был списан на берег, назначен слесарем на плавучую мастерскую по ремонту подводных лодок Учебного отряда подводного плавания (Ленинград).
С началом Великой Отечественной войны краснофлотец Леонов обратился с рапортом о зачислении его в 4-й добровольческий отряд Северного флота. Вскоре он был переведён в формирующийся 181-й отдельный разведывательный отряд Северного флота, в составе которого с 18 июля 1941 года провёл около 50 боевых операций в тылу противника. Член ВКП(б)/КПСС с 1942 года. Стал командиром отделения в отряде, с декабря 1942 года — заместитель командира отряда по политической части. С декабря 1943 года — командир 181-го особого разведывательного отряда Северного флота. Участвовал в десятках разведвысадок и походов по немецким тылам в Заполярье, во многих разведывательно-диверсионных операциях. Во время десантной операции в Мотовском заливе 17—18 сентября 1942 года при попытке уничтожения немецкого опорного пункта на мысе Могильный оказался во главе группы из 15 бойцов отрезан от главных сил, под его командованием группа сутки вела тяжелый бой до прибытия следующей ночью катеров для её эвакуации.
Проявил исключительные мужество и героизм в ходе Петсамо-Киркенесской наступательной операции. В ночь на 10 октября 1944 года разведчики под командованием Леонова высадились на занятый противником берег в районе залива Пунайнен-лахт и двое суток пробирались к назначенному пункту по тундре в суровых условиях бездорожья, не имея возможности развести огонь, чтобы согреться и приготовить пищу. Утром 12 октября они внезапно атаковали вражескую 88-миллиметровую батарею на мысе Крестовом, овладели ею, захватили в плен большое число гитлеровцев. Когда на звуки боя из гавани Линахамари подошёл немецкий катер с гитлеровскими солдатами, разведчики совместно с отрядом капитана И. П. Барченко-Емельянова отразили атаки противника, захватив в плен около 60 гитлеровцев. Этот бой обеспечил успех прорыва советских катеров в гавань и высадки десанта в порт Линахамари, последующие взятие порта и города. Тем самым, отряд Леонова своими действиями создал благоприятные условия для высадки советского десанта в незамерзающем порту Линахамари и последующего освобождения Петсамо (ныне Печенга) и Киркенеса. В боях после освобождения Киркенеса отряд Леонова также хорошо действовал при десанте на мыс Лангбюнес (30 октября 1944 года). 
Указом Президиума Верховного Совета СССР от 5 ноября 1944 года лейтенанту Леонову присвоено звание Героя Советского Союза с вручением ордена Ленина и медали «Золотая Звезда» (№ 5058) с формулировкой «за образцовое выполнение боевых заданий командования в тылу врага и проявленные при этом мужество и героизм».
По завершении разгрома фашистской Германии продолжил службу на Дальнем Востоке, куда 140-й отдельный разведывательный отряд был направлен в конце мая 1944 года. Подчинённый разведотделу штаба Тихоокеанского флота под его командованием первым высаживался в портах Расин, Сэйсин и Гэндзан. В Сэйсине отряд свыше трёх суток вёл бой против намного превосходящих сил японцев. Одно из самых «громких» дел отряда Леонова — пленение в корейском порту Вонсан около трёх с половиной тысяч японских солдат и офицеров. В порту Гэндзан (Гензан, ныне Вонсан) разведчики-леоновцы разоружили и взяли в плен около 2000 солдат и 200 офицеров, захватив 3 артиллерийские батареи, 5 самолётов, несколько складов боеприпасов. 
Указом Президиума Верховного Совета СССР от 14 сентября 1945 года старший лейтенант Леонов был удостоен второй медали «Золотая Звезда».
На основе 140-го гвардейского морского разведывательного отряда В. Н. Леонова в 1955 году был образован 42-й отдельный морской разведывательный пункт специального назначения Тихоокеанского флота ВМФ СССР, с бойцами которого Леонов позже неоднократно встречался.
После войны продолжил военную службу, командуя тем же разведотрядом Тихоокеанского флота до своего направления на учёбу в феврале 1946 года. В 1950 году окончил параллельные классы Каспийского высшего военно-морского училища им. С. М. Кирова. С ноября 1950 года — офицер учебной инспекции, с августа 1951 — старший офицер направления 3-го управления 2-го Главного управления Морского генерального штаба. Капитан 2-го ранга (1952). В апреле-декабре 1953 года служил старшим офицером направления 2-го отдела Главного штаба ВМФ. В декабре 1953 года направлен на учебу в Военно-морскую академию имени К. Е. Ворошилова, два курса которой окончил. При сокращении Вооружённых Сил в июле 1956 года был уволен в запас.
Жил в Москве. С 1957 года работал инженером в НИИ нефтяного машиностроения. В 1987 году вышел на пенсию. Также активно работал во Всесоюзном обществе «Знание» и в научной секции Центрального дома Советской армии, был руководителем бригады лекторов Московского военного округа. 
Скончался 7 октября 2003 года. Похоронен на Леоновском кладбище Москвы .

## Награды
- Дважды Герой Советского Союза (5.11.1944, 14.09.1945)
- Орден Дружбы (Российская Федерация, 27.01.1997) — за заслуги перед государством, многолетний добросовестный труд и большой вклад в укрепление дружбы и сотрудничества между народами[12].
- Орден Ленина (5.11.1944)
- Два ордена Красного Знамени (3.10.1942, 18.10.1944)
- Орден Александра Невского (10.04.1944)
- Отечественной войны 1-й степени (11.03.1985)
- Орден Красной Звезды (26.02.1953)
- Медаль «За отвагу» (15.12.1941)
- Медаль «За боевые заслуги» (6.11.1947)
- Ряд других медалей СССР
- «Почётный гражданин города Полярного» (1.07.1999)
- «Почетный гражданин города Зарайска»
- Орден Государственного флага 3-й степени (КНДР, 23.12.1948[13])
- Медаль «За освобождение Кореи» (КНДР)
- Медаль «30 лет Победы над милитаристской Японией» (МНР, 8.01.1976)

## Сочинения
- Леонов В. Н. Лицом к лицу: воспоминания морского разведчика / литературная запись С. Глуховского. — М.: Воениздат, 1956. — 152 с.[14]
- Леонов В. Н. Впередсмотрящие. // Через фиорды: воспоминания. — М.: Воениздат, 1969. — С. 157—178.

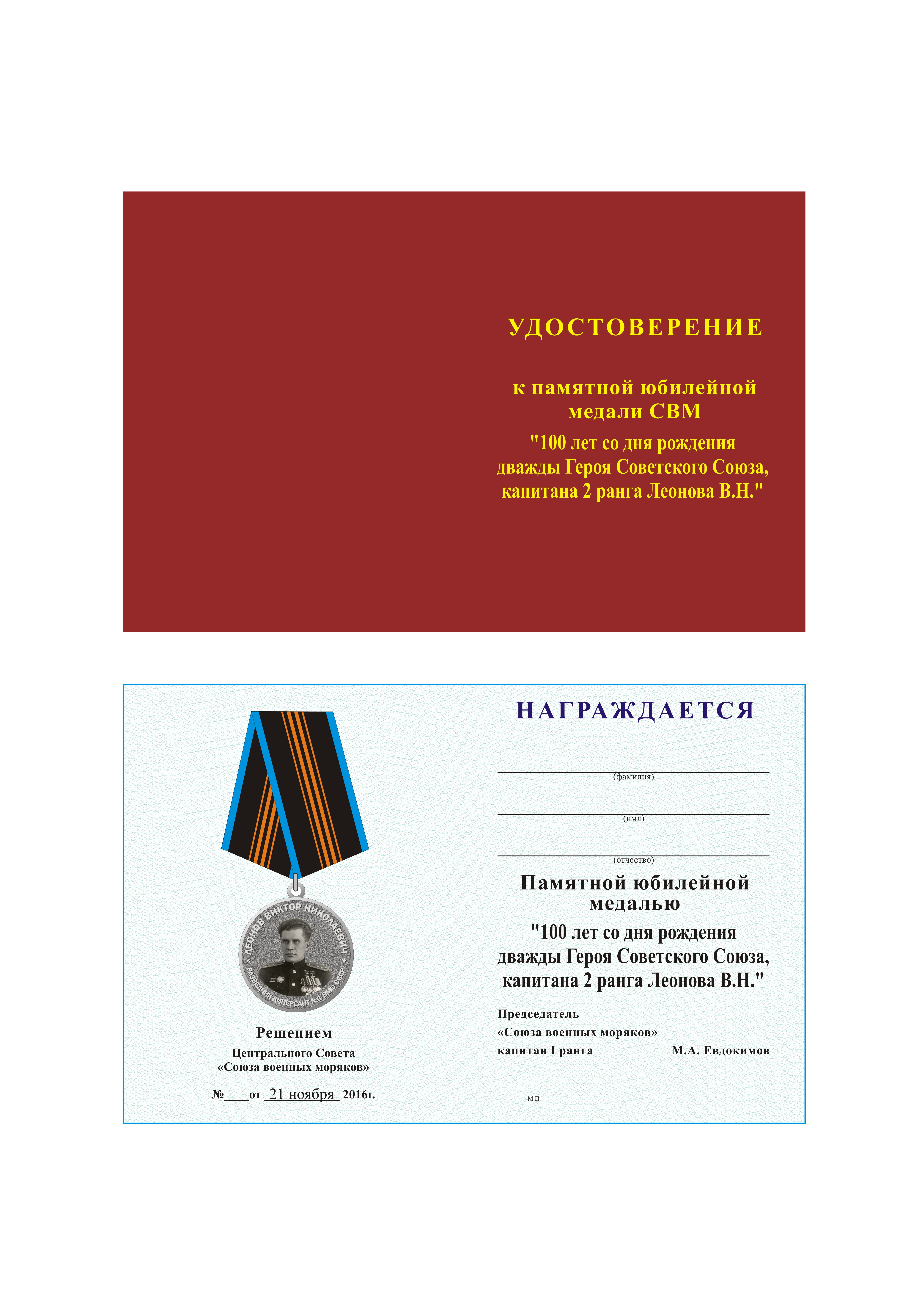
Удостоверение к памятной юбилейной медали.

- Удостоверение к памятной юбилейной медали.Леонов В. Н. Готовься к подвигу сегодня. — М.: Воениздат, 1973. — 47 с. — (Библиотека солдата и матроса).
- Леонов В. Н. Побеждают сильные, умелые, смелые / записал В. Журавлёв // Советский патриот. — 1974. — 1 сентября.
- Леонов В. Н. Уроки мужества. — М.: Молодая гвардия, 1975. — 80 с.
- Леонов В. Н. Готовься к подвигу. — М.: ДОСААФ, 1985. — 103 с. — (Герои войны и труда — юным патриотам).
- Viktor Leonov. Blood on the shores: Sov. SEALs in World War II. / Transl. with an introd. a. notes by James F. Gebhardt. — New York: IVY books, 1994. — 287 с. — ISBN 0-8041-0732-7.
- Viktor Leonov. Spetsnaz på Nordkalotten. / Med komment. och inled. av James F. Gebhardt; svensk övers.: Kjell Waltman & Inge R. L. Larsson; svenskt förord: Lars Gyllenhaal. — Stockholm: Fischer, 2010. — 291 c. — ISBN 978-91-86597-02-3.
- Леонов В. Н. Морской спецназ Сталина [разведотряд особого назначения]. — М.: Яуза: Эксмо, 2013. — 317 с. — ISBN 978-5-699-63434-7.
- Леонов В. Н. Разведчик морской пехоты. — М.: Яуза: Эксмо, 2017. — 317 с. — (Эпохальные мемуары).; ISBN 978-5-699-98926-3.

статьи
- Леонов В. Н. Красота человека // Московский комсомолец. — 1965. — 21 апреля. — С. 2.
- Леонов В. Н. В огне рождалось мужество // Подъём. — 1971. — № 4. — С. 101—109.
- Леонов В. Н. Человек рождён для подвига // Молодая гвардия. — 1971. — № 9. — С. 256—271.
- Леонов В. Н. Память воскрешает… // Военно-исторический журнал. — 1972. — № 1. — С. 63-67.
- Леонов В. Н. Побеждают сильные, умелые, смелые / записал В. Журавлёв // Советский патриот. — 1974. — 1 сентября.
- Леонов В. Н. В разведку — в Норвегию // Война. Народ. Победа, 1941—1945 / сост. Ж. В. Таратута. — М.: Воениздат, 1984. — Кн. 4. — С. 74—76.
- Леонов В. Н. Тот памятный десант // Красная звезда. — 1985. — 25 августа.

## Воинские звания
- краснофлотец (09.1937)
- старшина 2-й статьи (20.02.1942)
- младший лейтенант (03.12.1942)
- лейтенант (30.04.1944)
- старший лейтенант (21.10.1944)
- капитан-лейтенант (24.09.1945)
- капитан 3-го ранга (20.10.1949)
- капитан 2-го ранга (24.10.1952)
- капитан 1-го ранга в отставке (27.04.2000)

## Память

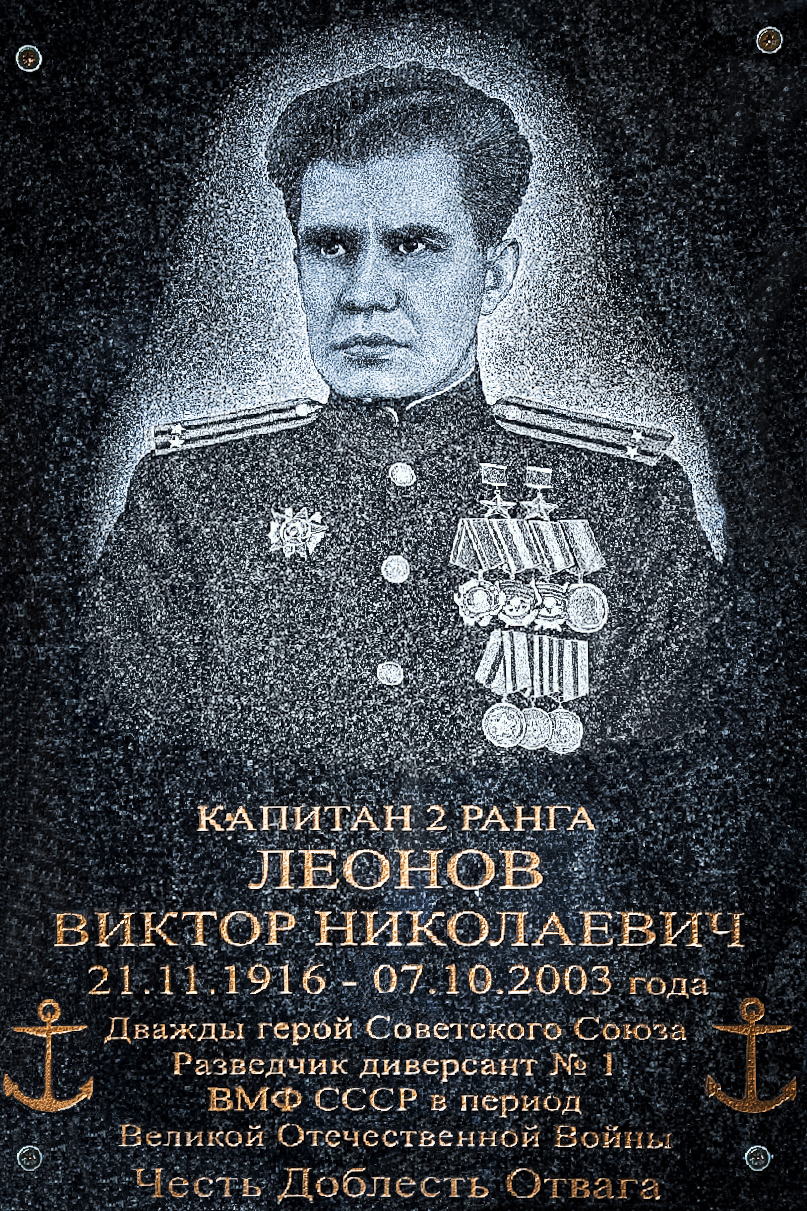
Мемориальная доска в честь В. Н. Леонова, установленная «Союзом Военных Моряков».

- На родине В. Н. Леонова в Зарайске в 1950 году установлен бронзовый бюст; мемориальная доска установлена на доме, в котором в детские годы жил Герой[15].
- В городе Краснодаре именем В. Н. Леонова названа улица.
- В деревне Протекино Зарайского района Московской области установлена мемориальная доска.
- Именем В. Н. Леонова названы детско-юношеская спортивная школа города Полярный (1998), средняя школа № 1 в Зарайске (2018, на здании школы установлена мемориальная доска, в школе действует музей В. Н. Леонова).
- Имя Леонова носит разведывательный корабль ССВ-175 в составе Северного флота[16].
- В преддверии празднования 65-летия Победы на канале РТР вышла «Военная программа» Александра Сладкова, посвящённая Леонову (эфир от 8 мая 2010 года). О своём командире в программе рассказывают его бывшие бойцы и дочь Татьяна Леонова. Приведены кадры из семейного архива, снятые при жизни Леонова, на которых он рассказывает о своей боевой биографии.
- В 2015 году на территории части морского спецназа Тихоокеанского флота на острове Русский открыт памятник Леонову.
- В 2016 году к 100-летию со дня рождения «Союзом Военных Моряков» была учреждена и выпущена памятная юбилейная медаль «100 лет со дня рождения дважды Героя Советского союза капитана 2 ранга Леонова В. Н.».
- В 2018 году на фасаде резиденции путешественника Фёдора Конюхова в Москве «Союзом Военных Моряков» памяти В. Н. Леонова установлена мемориальная доска.
- Осенью 2019 года в городе Краснодаре у входа в школу № 11 был установлен бюст.

## Файлы
| Виктор Леонов. Фотограф Евгений Халдей |
| Дважды Герой Советского Союза Виктор Николаевич Леонов |
| Дважды Герой Советского Союза Виктор Николаевич Леонов |
| Виктор Леонов |
| После награждения за бой на мысе Могильный. Сидят (слева направо) Виктор Леонов, Георгий Сафонов, Алексей Радышевцев, Степан Мотовилин, стоят Семен Агафонов, Павел Барышев, Дмитрий Ковалев, 1941. Фотограф Евгений Халдей |
| Фронтовая разведка |
| Василий Кашутин и Виктор Леонов, 1942 |
| Отряд Леонова, конец 1943 года |
| Залевский, Леонов, Бабиков (в шапке). Мыс Крестовый, 1944 год |
| 181-й отдельный разведывательный отряд Северного флота после взятия мыса Крестового, 1944. В 3-м ряду 3-й слева Семён Агафонов, 5-й слева Виктор Леонов, 6-й слева Дмитрий Соколов.                                         |
| Виктор Леонов и его товарищи после боя за Сейсин |
| Виктор Леонов после войны |
| Виктор Леонов после войны |
| Слева направо, верхний ряд: слева направо Шабалин Александр Осипович, Поляков Василий Васильевич; нижний ряд: Гуманенко Владимир Поликарпович, Афанасьев Алексей Иванович, Леонов Виктор Николаевич                         |
| Гуманенко, Афанасьев, Шабалин, Поляков, Леонов во время учебы в академии, 1948 |
| Встреча в Ленинграде: Барышев, Бабиков, Радышевцев, Леонов, Колосов |
| Капитан второго ранга запаса Виктор Николаевич Леонов |
| Виктор Леонов в отряде морского спецназа «Холуай», 1965 год. Фото из архива В. М. Федорова |
| Виктор Леонов во время посещения кораблей 159-й БРРЗК КСФ |
| Бойцы вспоминали минувшие дни |
| Виктор Леонов |
| Виктор Леонов |
| Могила Виктора Леонова |
| Памятная доска на школе в городе Зарайске |
| Мемориальная доска в Москве (улица Докукина, дом 5, корпус 1). Открыта 6 мая 2006 года. Фотограф Станислава Лебедев, 10.04.2011                                                                                             |
| Памятник Виктору Леонову на острове Русский, открытый в 2015 году. Фотограф Игорь Дульнев |
| Средний разведывательный корабль «Виктор Леонов» проекта 864 |
| Спасибо за Победу! |